# Technogym
Technogym és una empresa italiana que fabrica equips per a fitness. Va ser fundada el 20 d'octubre de 1983 a un garatge de Cesena, pel seu actual president Nerio Alessandri. Technogym és capdavantera a Itàlia i al món en el seu sector.

## L'empresa
Technogym, que actualment té seu a Cesena, té una plantilla d'aproximadament 1.400 empleats, incloent 600 a l'estranger, amb una edat mitjana de 33 anys. Fora de les fronteres nacionals té 12 sucursals, repartides en tres continents: Europa, Amèrica i Àsia. Al voltant del 85% de la producció s'exporta a 100 països de tot el món. Segons el lloc web oficial han equipat més de 35.000 instal·lacions esportives al món i prop de 20.000 habitatges privats.
Va ser proveïdor oficial en els Jocs Olímpics de Sydney 2000, Jocs Paralímpics de Sydney 2000, Jocs Olímpics d'Atenes 2004, Jocs Olímpics de Torí 2006, Jocs Paralímpics de Torí 2006, Jocs Asiàtics de 2006, Jocs Panamericans Guadalajara 2011 i Jocs Olímpics de Pequín 2008